# ساندرز ۷۳۳۶
سیارک ۷۳۳۶ (به انگلیسی: 7336 Saunders، نامگذاری:1989RS1) هفت هزار و سیصد و سی و ششمین سیارک کشف شده‌است که در ۶ سپتامبر ۱۹۸۹ کشف شد.
قدر مطلق سیارک برابر ۱۸٫۷۰ است.